# Kleisthenes von Sikyon
Kleisthenes von Sikyon (altgriechisch Κλεισθένης Kleisthénēs) war Tyrann aus dem Geschlecht der Orthagoriden in der peloponnesischen Polis Sikyon während der ersten Hälfte des 6. Jahrhunderts v. Chr. Er war der Großvater des athenischen Reformers Kleisthenes aus der Familie der Alkmeoniden.

## Leben
Um 600 v. Chr. wurde Kleisthenes Tyrann über Sikyon. Nach einer kurzen gemeinsamen Herrschaft mit Isodamos wurde er Alleinherrscher. Isodamos hatte durch den Mord an seinem Bruder Myron II. Schuld auf sich geladen und konnte daher die religiösen Aufgaben des basileus nicht mehr ausüben. Durch Nikolaos von Damaskos ist überliefert, dass Kleisthenes Isodamos überzeugte, die Stadt für ein Jahr zu verlassen, um Sühne für den Mord zu leisten. Isodamos begab sich nach Korinth, während Kleisthenes die Herrschaft an sich zog. Möglicherweise wurde Isodamos in Korinth von den Kypseliden unterstützt. Kleisthenes ließ angeblich schon gegen einen Angriff aus Korinth rüsten, ein solcher wird aber nirgends erwähnt.
Über den Charakter seiner Herrschaft ist Widersprüchliches überliefert: Aristoteles berichtet von den Orthagoriden generell, dass sie ihre Untertanen mit Maß behandelten und selbst die Gesetze respektierten. Über Kleisthenes schreibt er, dass er einem Kampfrichter, der ihm den Sieg absprach, belohnte. Im Gegensatz dazu beschreibt Ephoros Kleisthenes als roh und gewalttätig.
Nach Hammond beendete Kleisthenes seine Herrschaft 570 v. Chr. Kinzl vermutet, dass Kleisthenes zwischen ca. 570 v. Chr. und ca. 545 v. Chr. verstarb.

## Der Erste Heilige Krieg
Kurz nachdem Kleisthenes die Führung von Sikyon übernommen hatte, begann der sogenannte Erste Heilige Krieg. Die Stadt Krissa kontrollierte damals über ihren Hafen den Zugang zum Heiligtum des Apollon in Delphi. Sie versuchte außerdem, ihren Einfluss über Delphi auszuweiten. Wegen der vielen politischen Anfragen, die an das Orakel gerichtet wurden, war der Ort aber für alle griechischen poleis von hoher Bedeutung. Deshalb bildete sich eine Amphiktyonie, eine Art Bund, die Delphi schützen sollte. Mitglieder dieser Amphiktyonie waren Thessalien und kleinere Völker. Nach Gehrke bewahrte die Amphiktyonie die Unabhängigkeit des Heiligtums. Die Tätigkeit der Amphiktyonie war aber nicht selbstlos: die Mitglieder wollten selbst Einfluss über das Orakel erlangen. Aus dem gleichen Motiv schlossen sich ihr auch noch Sikyon und Athen an.
Kleisthenes verfolgte noch weitere Ziel: Krissa war eine bedeutende Handelsstadt und lag auf der anderen Seite des Korinthischen Golfs. Die Bucht trug damals noch den Namen Krisas, was zeigt, welchen Einfluss die Stadt dort ausübte. Die Zerstörung dieses Hafens war im Interesse Sikyons. Deshalb übernahm Kleisthenes die Aufgabe, die Krissaische Flotte zu zerstören. Hinzu kommt aber noch, dass Kleisthenes seine Anhänger, Aristokraten und andere Wehrfähige, befriedigen musste. Diese erhielten für ihren Einsatz im Krieg einen Anteil an der Beute. Nicht zuletzt wird Kleisthenes selbst an seinem Anteil an der Beute interessiert gewesen sein. Nach Pausanias bestimmte die Amphiktyonie Kleisthenes zum Heerführer, der dann Solon davon überzeugte, sich mit Athen ebenfalls anzuschließen. Plutarch überliefert dagegen, dass Solon gemäß Aristoteles die Amphiktyonie vom Krieg überzeugt habe, während Delphische Urkunden belegten, dass Alkmaion und nicht Solon der Feldherr der Athener gewesen sei. Krissa wurde besiegt und zerstört, sein Territorium Delphi zugeschlagen und Kleisthenes wurde mit einem Drittel der Kriegsbeute belohnt.
582 v. Chr. gewann Kleisthenes das Wagenrennen der neu geordneten Phytischen Spiele. Nach de Libero soll er mit der Kriegsbeute in Sikyon ebenfalls Pythische Spiele eingerichtet haben. Andererseits findet sich bei Pindar aber der Hinweis, dass die sikyonischen Spiele ursprünglich dem Heroen Adrastos geweiht waren.

## Der Krieg gegen Argos
Über den Krieg, den Kleisthenes gegen Argos führte, ist an sich nichts bekannt: Weder kennen wir seine Gründe noch seinen Verlauf oder seine Dauer. Hingegen sind wir vergleichsweise gut über die damaligen innenpolitischen Zustände in Sikyon informiert. Kleisthenes verwandte viel Mühe darauf, die kulturellen Verbindungen, die zwischen den beiden Städten bestanden, zu kappen. Die Gemeinsamkeiten der beiden Städte lagen vor allem in den gleichlautenden Phylennamen sowie dem Adrastos-Kult und kam in den Rhapsodengesängen in Sikyon zum Ausdruck. In den Rhapsoden Homers wurden die Stadt Argos und ihre Bewohner gelobt, deshalb verbot Kleisthenes die Gesänge.

### Der Adrastos-Kult
Bei Herodot finden sich Belege, auf welche Weise Kleisthenes den Adrastos-Kult beendete. Am Marktplatz in Sikyon, also zentral gelegen, befand sich der Tempel des Adrastos, dessen Kult dort eine bedeutende Rolle spielte. Er war der Sage nach einst König von Sikyon gewesen und wurde deshalb verehrt. Kleisthenes beendete diesen Kult, weil Adrastos Argeier gewesen war. Er wandte sich an das delphische Orakel, um die Erlaubnis zu erhalten, Adrastos aus der Stadt zu weisen. Delphi lehnte dieses Ansinnen aber entschieden ab. Nach Herodot soll die Pythia gesagt haben, „Adrastos sei König, er nur Peiniger von Sikyon“. Diese harsche Ablehnung zeigt, dass sich dieses Ereignis vor dem Heiligen Krieg abspielte, denn nach dem Sieg über Krisa änderte sich der Tonfall Delphis.
Kleisthenes wagte es nach diesem Spruch nicht, Adrastos aus Sikyon hinauszuweisen, sondern beendete den Kult um ihn auf andere Weise. Er ließ aus Theben die Gebeine des Melanippos überführen. Dieser war Adrastos’ Todfeind, denn Adrastos hatte seinen Bruder und Schwiegervater umgebracht. Die Kultstätte für Melanippos wurde in direkter Nähe zum prytaneion eingerichtet und nach Herodot ließ Kleisthenes einen Tempel für Melanippos bauen. Der größte Teil der Feste und Opfer, die bisher Adrastos geweiht gewesen waren, wurden nun Melanippos dargebracht. Die Gesänge, die Adrastos’ Leid beklagten, wurden auf Dionysos übertragen. Herodot deutet an, dass diese Chöre ursprünglich Dionysos geweiht gewesen waren: „Statt des Dionysos feierten sie also den Adrastos. Kleisthenes übertrug jetzt die tragischen Aufführungen auf Dionysos […].“ Nach de Libero waren die Chöre aber aus der Adrastos-Verehrung entstanden.
De Libero betont außerdem, dass Dionysos eine Gottheit der Aristokraten war. Die Ansicht Berves, dass in der Forcierung eines Dionysos-Kult eine Rücksicht auf die Bauern Sikyons zum Ausdruck kommt, weist sie als „überholt“ zurück. Dionysos war aber nicht der Gott der Aristokraten, sondern ein Gott, der von allen Bevölkerungsteilen verehrt wurde. Hier ist also Berve zuzustimmen, denn Kleisthenes hat mit der Einrichtung des Dionysos-Kultes die Bauern nicht zurückgestoßen.
Herodot erwähnt allerdings nicht die Spiele, die Adrastos geweiht waren. Darauf verweist Pindar in den Nemeen. Er schreibt: „Also die rauschende Phorminx, also die Flöte – wohlan denn! – lass’ von uns für den Rosswettkampf den erlesnen geweckt sein, welchen Adrastos Apolln einsetzte an Asopos’ Strom.“ Diese Spiele wurden nach dem Heiligen Krieg auf Apollon übertragen. Damit waren alle kultischen Handlungen des Adrastos umgewidmet worden und Adrastos verlor seine Bedeutung für die Stadt. Zudem ließ Kleisthenes seinen Namen aus der Königsliste tilgen. So entstand ein sikyonisches Königshaus und die argivische Tradition verschwand.

### Die Phylenreform
Mit „Phylenreform“ wird die Umbenennung der sikyonischen Phylen bezeichnet. Kinzl datiert sie in die 50er Jahre des 6. Jahrhunderts v. Chr. Umstritten ist, ob es sich dabei nur um eine Abgrenzung von den Argeiern, deren Phylen die gleichen Namen trugen, handelt oder ob sie gesellschaftliche Hintergründe hatte. Vertreter der zweiten These ist Sealey. Seiner Meinung nach war Kleisthenes Nicht-Dorer und verbesserte mit der Umbenennung der vier Phylen die Stellung der nicht-dorischen Sikyonier, indem er ihrer Phyle den Namen Archelaoi (Herrscher über das Volk) gab. Die Dorier seien hingegen durch abwertende Namen entehrt worden: Ihre Phylen seien mit den Namen Hyatai (Wildschweinartige), Onetai (Eselartige) und Choireatai (Ferkelartige) bedacht worden.
Dagegen argumentiert Bicknell. Ihm zufolge gab es zur Zeit der Orthagoriden nur drei Phylen, denen Kleisthenes neue Namen gab, die aber nicht entehrend waren. Kleisthenes habe keine sozialreformerischen Absichten gehabt, sondern sich allein von Argos abgrenzen wollen.
Kinzl unterstützt diese Sicht, indem er auf die politische Situation verweist. Sikyon befand sich damals im Krieg. Es ist also unwahrscheinlich, dass Kleisthenes riskierte, einen großen Teil der Bevölkerung derart zu beleidigen. Zudem findet sich bei Herodot, der die Phylenreform tradierte, kein Hinweis darauf, dass Kleisthenes diese Absicht hatte. Kinzl verweist darauf, dass Phylennamen gewöhnlich von Heldennamen abgeleitet werden. Archelaoi sei somit nicht als „Herrscher über das Volk“ zu interpretieren, sondern ist auf den Heroen Archelaos zurückzuführen. Dieser war der Sage nach aus Argos vertrieben worden. Diese Geschichte lässt sich also auch in die anti-argivische Propaganda, die Kleisthenes bezweckte, einflechten. Die anderen Namen sind nach Kinzl ebenfalls auf Heroen zurückzuführen, wenn auch nicht mehr erkennbar ist, auf welche. Auch die Tatsache, dass die neuen Phylennamen erst rund 60 Jahre nach Kleisthenes’ Tod aufgegeben wurden, also nach dem Sturz der Orthagoridenherrschaft, spricht dagegen, dass es sich um abwertende Namen handelte.
Die These, dass es sich bei den Orthagoriden um eine nicht-dorische Familie handelte, stützt sich ganz wesentlich auf die angeblich anti-dorische Politik Kleisthenes’, die sich besonders in der „Phylenreform“ zeige. Allerdings erkennt man bei näherer Betrachtung, dass diese Politik wahrscheinlich gar nicht gegen die Dorer, sondern ausschließlich gegen die Argiver gerichtet war. Zudem zeigt sich, dass der Begriff „Phylenreform“ falsch gewählt ist, es fand lediglich ein Namenswechsel statt.

## Die Verheiratung von Agariste
Agariste war Kleisthenes’ Tochter. Mit ihrer Verheiratung wollte Kleisthenes ein strategisches Bündnis schließen. Herodot berichtet, dass Kleisthenes, nachdem er bei den Olympischen Spielen 572 v. Chr. einen Sieg im Wagenrennen errungen hatte, alle Griechen einlud, um seine Tochter zu freien. Diese sollten sich in 60 Tagen an seinem Hof einfinden und sich einer einjährigen Auswahl-Prozedur unterziehen. Die Liste der Bewerber bei Herodot ist lang. Auffällig ist, dass sie aus dem Westen kommen, u. a. aus Italien, Aitolien und vom Ionischen Golf. Daraus wird ersichtlich, dass Kleisthenes’ Politik nach Westen ausgerichtet war.
Herodot beschreibt die Prüfung sehr anschaulich. Es haben sowohl Gespräche stattgefunden als auch sportliche Wettkämpfe und Festessen, bei denen die Tischmanieren der Bewerber begutachtet wurden. Darin zeigt sich der aristokratische Lebenswandel Kleisthenes’. De Libero wertet dies als weiteren Hinweis einer vornehmen Abstammung, doch möglicherweise hatte die Familie diesen Lebensstil im Laufe ihrer Herrschaft erworben. Bury und Meiggs stellen allerdings in Frage, ob Herodots Beschreibung wörtlich zu nehmen ist. Ihrer Meinung nach hat Herodot die Ereignisse ausgeschmückt.
Kleisthenes wählte schließlich den Athener Megakles aus dem Geschlecht der Alkmaioniden als künftigen Schwiegersohn aus. Aus dieser Ehe gingen zwei Söhne hervor: Kleisthenes und Hippokrates. Kleisthenes führte in Athen eine Phylenreform durch. Hippokrates war durch seine Tochter Agariste Großvater des späteren attischen Politikers Perikles.